# Apendicularis
Els apendicularis (Appendicularia) o larvacis (Larvacea) són una classe de tunicats de vida lliure que es troben en els oceans de tot el món. Com la majoria dels tunicats, s'alimenten per filtració. Al contrari que altres tunicats, viuen a la zona pelàgica, específicament en la part superior il·luminada (zona fòtica) o de vegades més al fons. Formen un plàncton transparent generalment de menys d'1 cm de llargada (cua exclosa).
Cal destacar que els apendicularis conserven les característiques del cordat ancestrals com ara tenir les fenedures faríngies i l'anus oberts directament a l'exterior i per la manca de l'atri i del sifó atrial present en les altres classes.

## Característiques
El apendicularis adults s'assembla a les larves capgròs de la majoria de tunicats. Presenten neotènia (els adults conserven trets juvenils). El seu cos consta d'un tronc i una cua. Produeixen una túnica feta de proteïnes i cel·lulosa). En la majoria d'espècies, la túnica envolta l'animal com una bombolla. Fins i tot per a les espècies en què la túnica no envolta completament el cos, com Fritillaria, la túnica sempre està present i està adherida almenys a una superfície.
La túnica es descarta i es substitueix regularment a mesura que l'animal creix i els seus filtres s'obstrueixen. Cap altre tunicat no pot mudar la túnica d'aquesta manera. Les túniques rebutjades representen una fracció important del material orgànic que sedimenta a les profunditats oceàniques.
La cua dels apendicularis té un notocordi central, un cordó nerviós dorsal i una sèrie de bandes musculars estriades envoltades ja sigui per teixit epitelial (oikoplèurids) o per una membrana basal acel·lular (fritil·làrids). A diferència de les larves dels ascidiacis, el cordó nerviós de la cua conté algunes neurones.

## Alimentació
Els apendicularis han millorat molt l'eficiència de la ingesta d'aliments mercès a una disposició complicada de filtres que permeten introduir i concentrar els aliments de l'aigua circumdant. Generen corrents d'aigua dins de túnica bategant regularment la cua. L'alta eficiència d'aquest mètode permet als apendicularis alimentar-se amb nanoplàncton molt més petit que la majoria d'altres organismes filtradors. Com en la majoria dels altres tunicats, les partícules alimentàries queden atrapades en una malla de moc produïda per l'endostil. La malla de moc es troba sobre dues fenedures faríngies, una a cada costat, en lloc del nombre molt més gran de clivelles típica de la majoria dels altres tunicats.

## Reproducció i genètica
Els apendicularis es reprodueixen sexualment. Els animals immadurs s'assemblen a les larves de capgròs dels ascidis, l'afegit de vísceres desenvolupades. Una vegada que el tronc està completament desenvolupat, la larva experimenta un desplaçament de la cua, en què la cua es mou des d'una posició cap enrere fins a una orientació ventral i es gira 90° respecte al tronc. Després del desplaçament de la cua, comença la secreció de la primera túnica.
El recent desenvolupament de tècniques per expressar gens aliens a Oikopleura dioica ha conduït a l'avanç d'aquesta espècie com a organisme model per a l'estudi de la regulació gènica, l'evolució i el desenvolupament dels cordats.

## Taxonomia
La classe Appendicularia inclou 68 espècies en tres famílies:
- Família Fritillariidae Lohmann, 1915
- Família Kowalevskiidae Lahille, 1888
- Família Oikopleuridae Lohmann, 1915